# Siquimeses

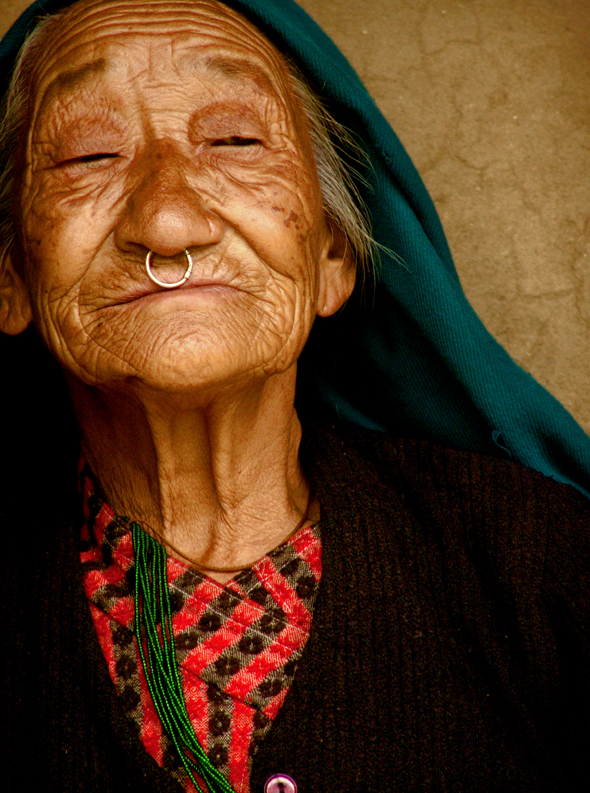
Idosa siquim

Os siquimeses são os habitantes do estado indiana de Siquim. Os povos indígenas de Siquim incluem os lepchas e os limbus, os butias e os nepaleses. A população atual é composta por 13% de lepchas, 16% de butias e 67% de nepaleses.
A língua dominante é o nepali, mas são faladas outras línguas, tais como o butia siquimês, butanês (dzongkha), groma, gurung, lepcha, limbu, majhi, majhwar, magar, neuari (Nepal bhasa), rai, xerpa, sunuwar, tamang, thulung, tibetano e yakkha.
o hinduísmo é a religião majoritária entre os siquimeses, professada por 61% da população. O budismo é maior das minorias religiosas com 28%, seguida por 6,7% de cristãos. Estes últimos são em sua maioria de origem lepcha que foram convertidos por missionários britânicos no século XIX. Há uma mesquita no centro de Ganguetoque e em Mangan, havendo cerca de 1,5% de muçulmanos.